# Вакини (Канзас)
Вакини (енгл. WaKeeney) град је у америчкој савезној држави Канзас.

## Демографија
По попису из 2010. године број становника је 1.862, што је 62 (-3,2%) становника мање него 2000. године.
| Група             | 2000.         | 2010.         |
| Белци             | 1.864 (96,9%) | 1.793 (96,3%) |
| Афроамериканци    | 1 (0,1%)      | 10 (0,5%)     |
| Азијати           | 15 (0,8%)     | 5 (0,3%)      |
| Хиспаноамериканци | 11 (0,6%)     | 29 (1,6%)     |
| Укупно            | 1.924         | 1.862         |